# Börek
Börek (burek/byrek/būrek/burekas, бурек) er en madret som er en populær fastfoodret i nogle Middelhavslande samt i Balkan (Bosnien) og dele af det vestlige Asien, med oprindelse i Anatolien. Börek kan købes næsten overalt som fastfood, men følger man de oprindelige opskrifter så kan retten ikke opfattes som fastfood, da det kan tage op til 2 timer at tilberede den. Retten kommer oprindelig fra det vestlige Asien og blev almindelig i Balkanlandene under Det Osmanniske Riges storhedstid.
Börek tilberedes af filodej, og fyldes som regel med kødfars, men også med fetaost, kartofler eller spinat.